# Christiane Budig

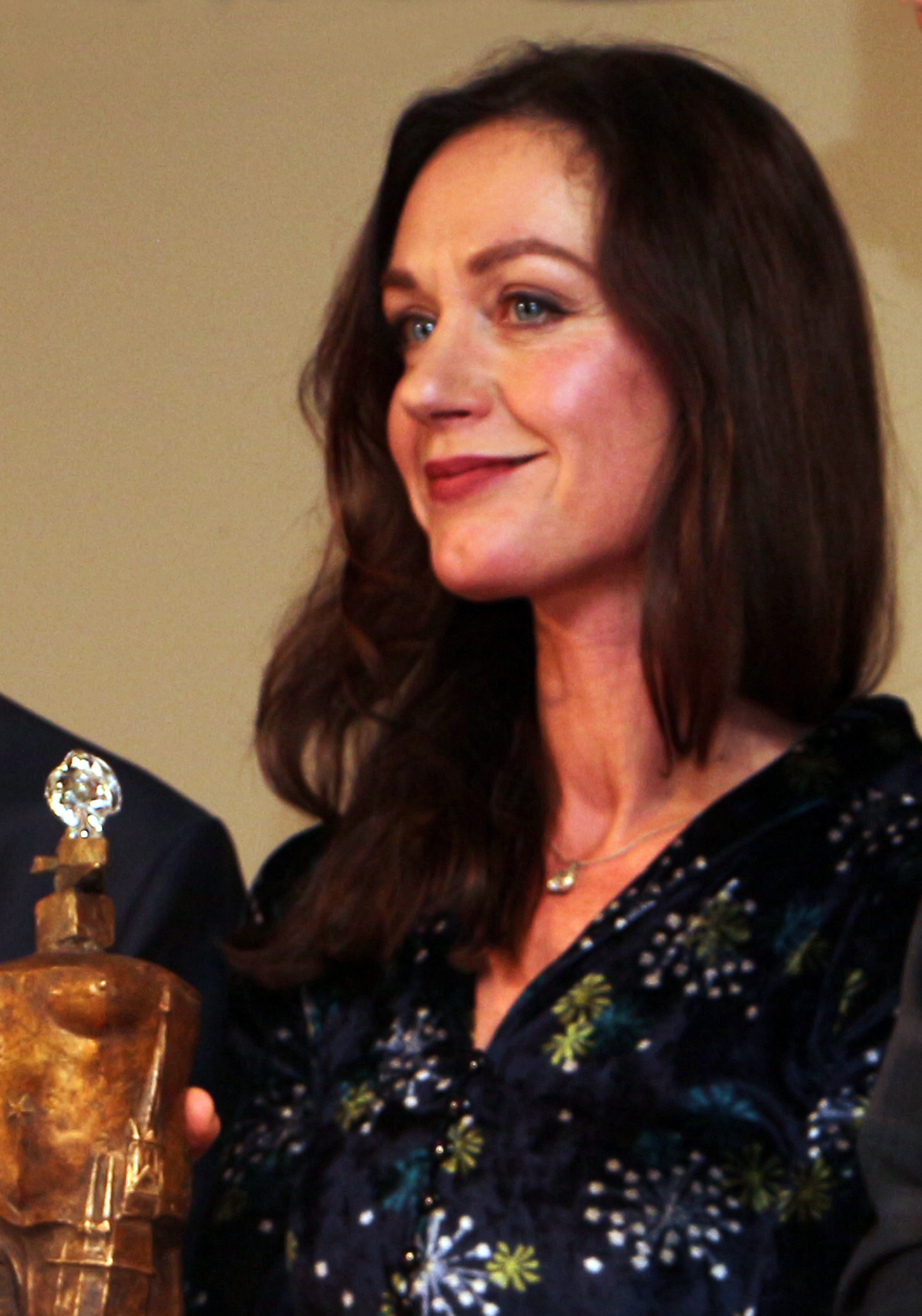
Christiane Budig, 2018

Christiane Budig (* 8. März 1969 in Luckenwalde) ist eine deutsche Künstlerin (Glaskunst, Glasgestaltung) und Kunsttherapeutin.

## Leben
Christiane Budig wurde 1969 in Luckenwalde als Tochter des evangelischen Superintendenten Ernst-Clemens Budig aus Eisleben und der Lehrerin Ingelore Budig aus Quedlinburg geboren. Nach einer Ausbildung zur Krankenschwester in Halle/Saale legte sie 1994 ihr Abitur ab. 1994 bis 1996 studierte Budig im Fachbereich Design, Gefäßgestaltung bei Hubert Kittel (* 1953) an der HKD Burg Giebichenstein und von 1996 bis 2002 Glas, Malerei und Grafik im Fachbereich Kunst bei Christine Triebsch. Nach verschiedenen Lehraufträgen an der MLU absolvierte Christiane Budig 2006 bis 2008 ein Studium der Kunsttherapie an der HBK Dresden. 2018 wurde ihr der Hallesche Kunstpreis verliehen.
Christiane Budig lebt und arbeitet als Künstlerin und Kunsttherapeutin in Halle/Saale.

## Einzelausstellungen (Auswahl)
- 2003: Tauwetter, Personalausstellung in der Galerie Marktschlösschen in Halle (Saale)
- 2004: Sehnsucht nach dem anderen Ort, Personalausstellung in der Galerie Moritzburg, Kunstmuseum des Landes Sachsen-Anhalt
- 2007: HaltLos, Präsentation des Arbeitsstipendiums der Kunststiftung Sachsen-Anhalt in der Feiningergalerie in Quedlinburg
- 2009: Sprünge, Personalausstellung im Museum von Zerbst
- 2014: Symbiosen, Kunsthalle Tiefe Keller in Merseburg
- 2015: Fragmente, Ausstellung in der Kunsthalle Bernburg mit Sven Großkreuz
- 2015: appear – disappaer, Personalausstellung im Landtag von Sachsen-Anhalt in Magdeburg
- 2016: Stoffwechsel II, Ausstellung in der Galerie Terra Rossa in Leipzig mit Gabriela Roth-Budig
- 2018: Christiane Budig – Glasplastik, Personalausstellung im Kunst- und Literaturhaus Halle, Hallescher Kunstpreis 2018[4]

## Beteiligungen an internationalen Ausstellungen (Auswahl)
- 2004: New York (USA, 9. Triennial for Form and Content)
- 2005: Straßburg (F, S’tart)
- 2006: Artlecture at the Glas Art Society in St. Louis (USA)
- 2008: Bornholm (DK, European Glass Context)[5]
- 2009: Prag (CZ, Contemporary European Glass Connections)
- 2010: Montpellier( F, exposition d’art contemporain faite d’argile de verre)
- 2011: München (D, Alexander-Tutsek-Stiftung, In the name of love – contemporary glass)[6]
- 2018: Haacht (B, international Glass Art Biennale)[7]

## Preise (Auswahl)
- 2003: 1. Preisträgerin des internationalen Glaskunstpreises Jutta Cuny-Franz-Award[8]
- 2006: Stipendiatin der Kunststiftung Sachsen-Anhalt
- 2018: Preisträgerin des Halleschen Kunstpreises 2018[9]

## Veröffentlichungen (Auswahl)
- Corporal identity - body language. 9. Triennale für Form und Inhalte USA und Deutschland. 2004, ISBN 3-88270-098-X, S. 107–109.
- European Glass Context. 2008, ISBN 978-87-89059-79-2, S. 54, 55.
- Connections – Contemporary European Glass Sculpture. 2009, ISBN 978-80-904319-1-1, S. 36, 37.
- Katharina Ludwig: Georg Friedrich Händel. Eine deutsch-englische Geschichte. Illustration Christiane Budig. 2009, ISBN 978-3-86634-699-4.
- Christiane Budig: Christiane Budig. whisper – Glasobjekte und Zeichnungen. Künstlerkatalog I, Förderung durch die Kunststiftung S-A, 2010.
- Stillleben 1990–2010 in Sachsen-Anhalt. 2010, ISBN 978-3-941498-05-1, S. 20.
- wagemutig I Die Kunststiftung des Landes Sachsen-Anhalt 2005–2010. 2011, ISBN 978-3-942405-34-8, S. 88, 89.
- In the name of love – Contemporary Glass. Dr. Eva-Maria Fahrner-Tutsek, 2012, ISBN 978-3-86678-589-2, S. 52–55.
- Kunstwelten 100 Künstler 100 Perspektiven. boesner, 2012, ISBN 978-3-928003-01-8.
- Christiane Budig relation, Künstlerkatalog II. 2017.